# Kasteel van Lorge
Het Kasteel van Lorge (Frans: Château de Lorge) is een kasteel nabij L'Hermitage-Lorge in de Franse gemeente Plœuc-L'Hermitage. Het kasteel is een beschermd historisch monument sinds 1963.